# Dialeto da costa norte
O dialeto da costa norte, por vezes também chamado de dialeto cearense ou cearencês por ser notoriamente descrito como o principal dialeto do estado do Ceará, é uma variante do português brasileiro falada no estado do Ceará e em partes do Piauí e do Maranhão. No Ceará, seu estado raiz, conta com aproximadamente 8,5 milhões de falantes.
Sua área geográfica abrange a maior parte do território cearense, incluindo as regiões Metropolitana de Fortaleza, Norte, Noroeste, Jaguaribana (excetuando-se a região da Serra do Pereiro, que assim como o Cariri fala o dialeto nordestino) e Sertões cearenses. Além do estado do Ceará, o dialeto também é falado nas regiões Centro-Norte e Norte piauienses (incluindo a capital Teresina, assim como na regiões Norte do Maranhão (incluindo a capital São Luís) e na maior parte das regiões Centro e Leste maranhenses (exceto Alto Mearim e Grajaú, Chapadas do Alto Itapecuru, Chapadas das Mangabeiras e Gerais de Balsas).[carece de fontes?]
Possui variações internas, principalmente na Região Metropolitana de Fortaleza, na Região Jaguaribana, na Grande Teresina e nas áreas Norte, Central e Leste do Maranhão.

## Características

### Fonéticas
Existem diversos traços fonológicos característicos do dialeto da costa norte. Entre eles, podemos citar:

#### Vogais
- Abertura das vogais pré-tônicas [e] e [o]: A abertura das vogais médias pré-tônicas [e] e [o] (que passam para [ɛ] e [ɔ]) é típica dos dialetos do Norte-Nordeste do Brasil, distinguindo-os nitidamente dos dialetos do Centro-Sul. No dialeto da costa norte, porém, esse fenômeno é de caracterização peculiar, estando relacionado a uma regra de harmonia vocálica de traço em que a vogal da sílaba pré-tônica se assimila à vogal da sílaba tônica posterior, além da neutralização e redução vocálicas, diferentemente do que ocorre no dialeto baiano e outros.[1][2] Assim, os cearenses pronunciam as vogais /e/ e /o/ abertas ou fechadas, nas sílabas pré-tônicas, conforme a vogal da sílaba tônica posterior induza sua abertura ou fechamento: por exemplo, tem-se "hotel" [ɔ'tɛw], mas "loteria" [lote'ɾiɐ], e "detesto" [dɛtɛʃtʊ], porém "pretexto" [pɾeteʃtʊ], o que não exclui as ocorrências de redução vocálica também presentes em outros dialetos do português, como em "desleixo" [dzlejʃʊ]. Ocorre também influência morfológica nos termos formados por derivação, o que faz com que vogais que, pela regra da harmonização vocálica, seriam abertas sejam realizadas de modo distinto em razão da influência do termo originário, a exemplo de "mesada" ([mezadɐ], não [mɛzadɐ]) e "cebolal" ([seboˈlaʊ], não [sebɔˈlaʊ]).[3]
- Troca de [e] e [o] por [i]/[j] e [u]: Quando não ocorre a abertura da vogal pré-tônica [e] para [ɛ], acontecem trocas fonéticas de [e] para [i] (vogal) ou [j] (semivogal), fenômeno muito comum em palavras como "cearense" [sja'ɾẽsi] e "segunda" [si'gũdɐ], por exemplo. Menos comum é a substituição de [o] para [u], quando não se realiza a abertura dessa vogal pré-tônica para [ɔ], como em "botar" , podendo ser falada [bu'ta(h)] ou [bɔ'ta(h)].[carece de fontes?]
- Ditongação e monotongação: O dialeto da costa norte, assim como outros do português brasileiro, destaca-se por apresentar simultaneamente tendências de ditongação de vogais e monotongação de ditongos. Na fala cearense, é mais significativa a ditongação nas vogais de sílabas tônicas precedidas por /s/ ou /z/, como em "pés" [pɛjs] e "feroz" [fɛˈɾɔjs]. Por outro lado, é mais frequente a monotongação nos ditongos precedidos de [ʃ], [ʒ] e [ɾ] (especialmente se o vocábulo for polissilábico), a exemplo de "caixa" [kaʃɐ], "feijão" [feˈʒɐ̃ʊ̃] e "feira" [feɾɐ].[4]

#### Consoantes
- Apagamento/ iotização de "lh" [ʎ] e "nh" [ɲ]: O "nh" e o "lh" são frequentemente iotizados em sílabas mediais e finais, juntamente com o apagamento da última vogal, geralmente [ʊ] ("tamanho" > [tɐ̃mɐ̃j̃] - "tamãe" - ou [tɐ̃mɐ̃j̃ʊ]; paninho > [pɐ̃'nĩ] ou [pɐ̃nĩʊ̃ ]; "filho" > [fij]; "velho" > ([vɛj]). Antes da vogal i, o "nh" é, em vez disso, apagado ("rainha" > [ha'ĩɐ]). Os casos em que esses fonemas não são apagados ou iotizados parecem ser influenciados pela presença de vogais abertas ([a] [ɛ] [ɔ]) posteriores a esses fonemas.[5]
- Glotalização do "r": Assim como na maior parte do Nordeste, os cearenses tendem a usar a letra "r" de uma maneira bem forte ([ɦ]), o qual é dado o nome de "r" sonoro, em qualquer situação, até mesmo no dígrafo "rr", como em "carro" ['kaɦu], "verso" ['vɛɦsu] e "ramo" ['ɦɐmu], porém, iniciando sílabas e formando encontros consonantais se usa [ɾ], como em boa parte dos falantes da língua portuguesa: "grito" ['gɾitu] e "aranha" [a'ɾɐɲɐ]. Outra característica marcante de vários dialetos nordestinos, em particular o cearense, é o desuso do som da letra "r" em palavras que terminam com "r", ou seja, o "r" é comumente mudo no fim de palavras, como em "andar" [ɐ̃ 'da] e "caviar" [kavi'a].No entanto,assim como em outros dialetos brasileiros,é comum a sua pronúncia como [ɾ] quando precedendo uma palavra que se inicia com vogal.
- Neutralização de [v], [ʒ] e [z]: Um fenômeno típico do falar cearense, muito usado em imitações humorísticas do dialeto, é a neutralização dos fonemas [v], [ʒ] e [z] como [ɦ], variante do fonema /r/ típico do Nordeste brasileiro, em várias situações, por exemplo: "estava" ([iʃ'tahɐ]); "mesmo" ([meɦmu] ou até ['meɦum]); e "gente" ([ɦẽt(ʃ)i]). De início, via-se esse fenômeno como típico da fala plebéia e rural, gerando estigmatização do falante. Mais tarde, segundo alguns autores, essa transformação passa a ser vista como ocorrendo principalmente na linguagem rápida e descontraída, para fins de facilitar a articulação, representando assim uma variante dialetal usada em situações de familiaridade e relaxamento. Outros, contudo, consideram que ela é causada principalmente por fatores lexicais e interacionais. Assim, as causas que influenciaram essa mudança seriam a natureza da consoante ou da vogal seguinte e a presença do morfema do pretérito imperfeito "ava".[6]
- A letra s com três sons distintos: Antes das consoantes b, g, l, m e v, o som da letra s é de /z/. Antes das consoantes t, d e n, o som é palatizado /ʃ'/ e antes das demais consoantes o somo do s é de /s/, assim como no final das palavras.[7]
- Palatalização dos grupos /di/ e /ti/: Preferencialmente, na Região Metropolitana de Fortaleza e microrregiões adjacentes (Noroeste Cearense, Sertão de Crateús e algumas cidades do Sertão Central e do Baixo Jaguaribe), assim como no norte do Piauí e no nordeste do Maranhão (e suas respectivas capitais, Teresina e São Luís) ocorre a presença de palatalização das consoantes alveolares /d/ e /t/, onde são realizadas africadas pós-alveolares surdas /tʃ/ e sonoras /dʒ/ antes do som da vogal /i/, mesmo nas sílabas "te" e "de", ficando os sons [tʃi] e [dʒi], assim como ocorre em boa parte do português brasileiro. Acredita-se que o fenômeno da palatalização, no estado do Ceará, deve-se à influência do dialeto nortista (pela proximidade regional). Porém, há algumas distinções fonéticas de região para região do estado com relação à presença ou não de palatalização das consoantes dentais e alveolares "d" e "t", particularmente com relação às microrregiões do Médio Jaguaribe e do Sertão de Senador Pompeu, além de algumas cidades fronteiriças com o estado do Rio Grande do Norte (como Limoeiro do Norte, Tabuleiro do Norte e Alto Santo), que assim como no português europeu e nas outras regiões do Nordeste brasileiro, que vão do Rio Grande do Norte a Alagoas, também por influência do dialeto nordestino dada a proximidade regional, o /t/ e /d/ podem ser dentais como ocorre no dialeto citado ou palatalizados antes do som de /i/.

#### Traços arcaizantes
No dialeto da costa norte, também é muito comum, nas variantes mais isoladas e rurais, aspectos arcaicos da pronúncia do português, registrados em textos lusitanos de há séculos, como o ditongo /uj/ que se reduziu a /u/ modernamente ("fruito" e não "fruto"), e termos e formas alternativas como "magotes", "dezasseis" (dezesseis), "mior" (melhor), "tratos" (negócio), "pro 'mode" e "pr'amode" (derivado de "por amor de"), etc. De acordo com a lista de Florival Seraine, essas palavras podem ser resumidas em:
- Áferese: acostumado > costumado [kuʃtumadʊ]
- Síncope: "xícara" > xicra [ʃikrɐ]
- Epêntese: "cotovia" > "cutruvia" [kutɾu'viɐ]
- Hipérteses: "ceroula" > cilora [si'loɾɐ]
- Apócope: "ridículo" > ridico [hi'd(ʒ)ikʊ]
- Prótese: "juntar" > "ajuntar" [aʒũ'ta]
- Dissimilação: "manhã" > "menhã" [mẽɲɐ̃]

### Morfossintáticas

#### Pronomes de segunda pessoa
Os cearenses usam preferencialmente o pronome de segunda pessoa "tu", ao lado do pronome "você", em geral ambos com conjugação na terceira pessoa do singular. O uso de um ou outro pronome está relacionado, no Ceará, ao nível de intimidade entre os interlocutores conjuntamente com a simetria ou assimetria do papel social exercido por eles, determinando o claramente o uso dos três pronomes de largo uso no dialeto: "tu", geralmente pronome indicador de familiariedade; "você", ora usado com um traço formal, ora íntimo, a depender da situação; e "o senhor", reservado não só a pessoas de status superior, mas também àqueles com quem não se tem qualquer tipo de intimidade. Ao contrário do que ocorre no Rio de Janeiro, por exemplo, há sempre uma concordância entre "tu" e "você" e suas formas oblíquas e possessivas, mesmo entre as pessoas de mais baixa escolaridade.

### Lexicais
O dialeto cearense possui grande quantidade de palavras e expressões populares usadas largamente pela população e que lhe são peculiares, dando ensejo até mesmo à publicação de vários dicionários de cearês catalogando essas expressões.  Há termos no dialeto cearense com função expressiva e criados a partir de associações sensoriais ou imaginativas com o seu significado, como: bafafá, estrovenga, espilicute, mamimolência, escalafobético.. Ademais, há termos relacionados com a cultura e a economia locais, como alfinim ou alpercata, assim como derivações de corruptelas ou arcaísmos, como bribado e bêbo ("bêbado", decorrente de briba, corruptela de "víbora") ou canelal (derivado de "canela", significando um agrupamento de pessoas da ralé), ruma e arruma (que significa monte 'de objetos, pessoas'), assim como palavras formadas por derivação regressiva ou prefixação, como "eguar" (andar a ermo, vagar) ou, pelo contrário, "estrompa" (sujeito violento) e mucheada (corruptela de mancheia, punhado). Por fim, há diversas palavras usadas em sentido diverso do original, como branca em sentido de "cachaça" e amarelo como sinônimo de "pálido", e uma série de arcaísmos do português que persistiram no dialeto cearense, principalmente rural, como malino e assoprar.
Algumas marcas do dialeto cearense, mas não necessariamente exclusivas dele, são as interjeições usadas frequentemente para dar expressividade às frases, tais como: eita!, arre égua!, ave! ou ave maria!, vixe! (que vem de virgem) ou ixe!, oxe! (mas raramente oxente), diab'é isso, pera hóstia (corruptela de pela hóstia). Há também formas regionais de termos para serem usados como vocativo, como macho e suas variantes (má, mancho, manch, mach, macho véi), assim como cabra (ou mais comumente caba), marminino (típico do Cariri e Centro-Sul cearenses).
Algumas expressões e termos típicos do dialeto cearense são:
- Adjetivos: abestado (bobo, desatento, otário), abirobado (louco), amancebado (relativo a quem vive com alguém sem se casar), amarelo queimado (cor laranja, termo alternativo a este), espilicute (referente a crianças fofas, graciosas além de desinibidas), gasguito (pessoa com voz estridente ou esganiçada), marmota (estranho, desajeitado), peba (ordinário, de baixa qualidade), biloto (botão), carão (bronca, sermão), tabefe (tapa), malamanhado (mal vestido), malaca (malandro), fuleragem (sem futuro [+pessoas], qualidade baixa [+coisas]), buchuda (grávida), pitaco (palpite), etc.
- Substantivos: galalau (homem alto), vara-pau (pessoa muito magra e alta), cambito (perna muito fina), batoré (pessoa muito baixa), curubau ou canelau (gente rude, ralé), catiroba (mulher feia, desajeitada), catita (também mulher feia, desajeitada), etc.
- Verbos e expressões verbais: segurar vela (acompanhar um casal), magote de gente (multidão), estar avexado (estar com pressa), arroxar (apertar), sentar a mãozada no peduvido (dar um tapa ao pé do ouvido), tomar umas (beber drinks), riscar a faca ( brigar ou se preparar para a briga), amancebar-se (casar), tirar uma pestana (cochilar), meter o pé na carreira (correr), dar cabimento (dar liberdade), arrodiar (dar a volta), pedir pinico (desistir), ariado (desorientado), ser cagado (ser sortudo), emburacar em algum lugar (entrar sem avisar), estar de bode (estar menstruada), estar liso (estar sem dinheiro), alisar (alisar, perder todo o dinheiro), estar na bagaceira (estar solteiro, estar solteiro numa festa), rebolar no mato (jogar fora, jogar no lixo), dar fé (perceber), lascar-se (ficar na pior), pastorar (vigiar), botar para moer (divertir-se), etc.